# Liyuu
Liyuu(일본어: リーユウ 리유[*], 중국어 간체자: 黎狱, 정체자: 黎獄, 병음: Lí yù 리위[*], 한자음: 려옥, 1997년 1월 9일~)는 중화인민공화국의 코스플레이어, 배우, 가수, 성우이다. 상하이시 출신으로 소속사는 호리프로 인터내셔널서, 레코드 레이블은 Lantis, 공식 팬클럽은 YuU Koi Days이다. 러브 라이브! 슈퍼스타!!의 Liella! 1기생 멤버 탕 쿠쿠의 성우를 맡았다.

## 출연작
굵은 글씨는 주연.

### 텔레비전 애니메이션
- 나는 100만 명의 목숨 위에 서 있다 (2020년, 여주인공)
- 러브 라이브! 슈퍼스타!! (2021년 ~ 2024년, 탕 쿠쿠[9]) - 3 시리즈[일람 1]

### 게임
- 러브 라이브! 스쿨 아이돌 페스티벌 (2021년 ~ 2023년, 탕 쿠쿠)
- 러브 라이브! 스쿨 아이돌 페스티벌 2 MIRACLE LIVE! (2023년 ~ 2024년, 탕 쿠쿠[10])
- 리버스: 1999 (2023년, 레디 Z[11])

### 라디오
'※' 표시는 인터넷 전송.
- Liyuu의 하츠라지(Liyuuのはつらじ) (2021년 ~ , AuDee※)[12]
- 러브라이브! 슈퍼스타!! 유이죠 방과후 방송국 리에라지!(ラブライブ！スーパースター!! 結女放課後放送局 リエラジ！) (2021년 ~ , 유튜브※)[13][b]
- 세븐은행 presents 에반젤리스트 스쿨!(일본어판) (2023년 ~ , TOKYO FM)[14]
- Liyuu를 좋아하는 리유(Liyuuが好きなリユウ) (2023년 ~ 2025년, 분카 방송 초!A&G(일본어판), 도카이 라디오)[15]

### 텔레비전 드라마
- 슈가독 라이프(일본어판) (2024년, しおりん[16])

## 디스코그래피

### 일본

#### 싱글
|            | 발매일           | 제목             | 규격품번   | 규격품번   | 오리콘 차트 순위 |
| 초회한정판 | 발매일           | 제목             | 통상반     |            | 오리콘 차트 순위 |
| ---------- | ---------------- | ---------------- | ---------- | ---------- | ---------------- |
| 1st        | 2020년 1월 22일  | Magic Words      | LACM-34927 | LACM-14927 | 44위             |
| 2nd        | 2020년 11월 25일 | カルペ・ディエム | LACM-34062 | LACM-24062 | 60위             |
| 3rd        | 2022년 11월 2일  | TRUE FOOL LOVE   | LACM-34304 | LACM-24304 | 7위              |
| 4th        | 2023년 8월 30일  | bloomin'         | LACM-34413 | LACM-24413 | 14위             |
| 5th        | 2024년 8월 28일  | No Complete      | LACM-34599 | LACM-24599 | 18위             |
| 6th        | 2024년 11월 20일 | バッドゥドゥドゥ | LACM-34638 | LACM-24638 | 9위              |

##### 선공개 싱글
|     | 발매일           | 제목             |
| --- | ---------------- | ---------------- |
| 1st | 2021년 10월 23일 | ルルカワイマ     |
| 2nd | 2021년 11월 20일 | Endless Vacation |
| 3rd | 2021년 12월 25일 | Ambition         |
| 4th | 2022년 1월 23일  | Reply            |
| 5th | 2023년 7월 6일   | ミオソティス     |

#### 앨범

##### 오리지널 앨범
|            | 발매일         | 제목          | 규격품번   | 규격품번   | 오리콘 차트 순위 |
| 초회한정판 | 발매일         | 제목          | 통상반     |            | 오리콘 차트 순위 |
| ---------- | -------------- | ------------- | ---------- | ---------- | ---------------- |
| 1st        | 2022년 2월 9일 | Fo(u)r YuU    | LACA-35934 | LACA-15934 | 15위             |
| 2nd        | 2024년 2월 7일 | Soaring Heart | LACA-35072 | LACA-25072 | 17위             |

##### 미니 앨범
|            | 발매일          | 제목 | 규격품번   | 규격품번   | 오리콘 차트 순위 |
| 초회한정판 | 발매일          | 제목 | 통상반     |            | 오리콘 차트 순위 |
| ---------- | --------------- | ---- | ---------- | ---------- | ---------------- |
| 1st        | 2023년 2월 22일 | koii | LACA-35039 | LACA-25039 | 10위             |

#### 영상 작품
|     | 발매일          | 제목                                                         | 규격품번                                     |
| --- | --------------- | ------------------------------------------------------------ | -------------------------------------------- |
| 1st | 2022년 6월 29일 | Liyuu First Concert 2022「Fo(u)r YuU」                       | LABX-8553                                    |
| 2nd | 2023년 9월 27일 | Liyuu Concert TOUR2023「LOVE in koii」Blu-ray                | LABX-38678/9 (초회한정판) LABX-8678 (통상판) |
| 3rd | 2025년 1월 9일  | Liyuu Concert TOUR2024「My Soaring Heart」~Tour Documentary~ |                                              |

#### 참가곡
| 발매일          | 앨범                              | 타이틀 곡           | 수록곡                         | 비고                                       |
| --------------- | --------------------------------- | ------------------- | ------------------------------ | ------------------------------------------ |
| 2019년 8월 14일 | Polaris                           | セイレーン（Liyuu） | 〈Polaris〉                    | 모바일 게임 《드라갈리아 로스트》 관련곡   |
| 2019년 8월 14일 | Singing In The Rain               | セイレーン（Liyuu） | 〈Singing In The Rain〉        | 모바일 게임 《드라갈리아 로스트》 관련곡   |
| 2019년 10월 9일 | DAOKO × ドラガリアロスト          | セイレーン（Liyuu） | 〈Across The World〉           | 모바일 게임 《드라갈리아 로스트》 관련곡   |
| 2021년 6월 18일 | INTERWEAVE 02                     | JUVENILE            | 〈ミラールージュ feat. Liyuu〉 |                                            |
| 2022년 8월 10일 | Lemonade feat. Liyuu              | JUVENILE            | 〈Lemonade feat. Liyuu〉       |                                            |
| 2022년 8월 10일 | 檸檬气泡 feat. Liyuu              | JUVENILE            | 〈檸檬气泡 feat. Liyuu〉       | 〈Lemonade feat. Liyuu〉 중국어 버전       |
| 2023년 5월 10일 | Mirror Rouge -胭脂鏡- feat. Liyuu | JUVENILE            | 〈Mirror Rouge feat. Liyuu〉   | 〈ミラールージュ feat. Liyuu〉 중국어 버전 |

#### 광고/OST 테마 곡
| 음악             | 제목                                                                | 연도   |
| ---------------- | ------------------------------------------------------------------- | ------ |
| Magic Words      | 텔레비전 애니메이션 《하테나☆일루전》 오프닝 테마                   | 2020년 |
| カルペ・ディエム | 텔레비전 애니메이션 《나는 100만 명의 목숨 위에 서 있다》 엔딩 테마 | 2020년 |
| TRUE FOOL LOVE   | 텔레비전 애니메이션 《부부 이상, 연인 미만.》 오프닝 테마           | 2022년 |
| OPEN UP!         | TV 아사히 버라이어티 쇼 《부탁이야! 랭킹》 2023년 2월 엔딩 테마     | 2023년 |
| ミオソティス     | 중화인민공화국 애니메이션 영화 《용지성》 일본어 더빙판 주제가      | 2023년 |
| bloomin'         | 텔레비전 애니메이션 《일하는 마왕님!!》 엔딩 테마                   | 2023년 |
| No Complete      | MBS/TBS 애니메이즘 《이 세계는 너무나 불완전하다》 오프닝 테마      | 2024년 |
| バッドゥドゥドゥ | 텔레비전 애니메이션 《역사에 남을 악녀가 될 거야》 오프닝 테마      | 2024년 |

### 중화인민공화국

#### EP
|     | 발매일           | 제목    | 비고                                    |
| --- | ---------------- | ------- | --------------------------------------- |
| 1st | 2024년 12월 17일 | DreamLy | 중화인민공화국에서는 CD반이 발매되었다. |

#### 선공개 싱글
|     | 발매일         | 제목     | 비고                  |
| --- | -------------- | -------- | --------------------- |
| 1st | 2024년 6월 7일 | 倔强游戏 | 첫 중국어 오리지널 곡 |

## 출판물

### 화보집
- Liyuu 퍼스트 메이저 사진집 『고동』(Liyuu ファーストメジャー写真集『鼓動』) (2022년 5월 26일, 슈에이샤, 촬영 : 도노키 타카오(일본어판))[28] ISBN 978-4-08-790075-0
- Liyuu 2nd 사진집 『히토미』(Liyuu 2nd写真集『ヒトミ』) (2025년 5월 1일, KADOKAWA, 촬영 : 후지모토 카즈노리)

### 디지털 사진집
- 태양의 빛(太陽の光) (2021년 11월 22일, 슈에이샤, 촬영 : 후지모토 카즈노리)[29]
- 발렌타인데이 선물(情人节礼物) (2022년 2월 3일, 슈에이샤, 촬영 : 야마모토 아야코)[30]
- 언제까지나, 계속.(いつまでも、ずっと。) (2022년 10월 17일, 슈에이샤, 촬영 : 후지모토 카즈노리)[31]
- arcana (2022년 11월 8일, KADOKAWA)[32]
- 사랑이란 어떤 맛인가요?(恋って、どんな味ですか？) (2023년 2월 22일, 슈에이샤, 촬영 : 쿠와지마 토모키)[33]
- B.L.T. 디지털 사진집 「Liyuu 네가 피는 계절에.」(B.L.T. 디지털 화보집 Liyuu「キミ咲く季節に。」) (2023년 8월 31일, 도쿄 뉴스 통신사(일본어판))[34]
- 기억의 조각 -the piece of memories-(記憶の欠片 -the piece of memories-) (2023년 10월 30일, 슈에이샤, 촬영 : 후지모토 카즈노리)[35]
- 바라봐, 사랑해.(見つめて、恋して。) (2024년 2월 1일, 슈에이샤, 촬영 : 후지모토 카즈노리)[36]
- Liyuu VOICE VISTA magazine 디지털 화보집(Liyuu VOICE VISTA magazine デジタル写真集)  (2024년 6월 5일, 고단샤, 촬영 : 키쿠치 야스히사)[37]
- 메모리얼 그래피티(メモリアル・グラフィティ)（2024년 11월 5일, 슈에이샤, 촬영 : 후지모토 카즈노리)[38]

### 내용주
1. ↑  '鯉魚'(lǐyú)는 '黎獄'(lí yù)와 발음이 비슷하다.
2. ↑  라디오 출연 회차는 알 수 없음.
3. ↑  후에 4번째 CD 싱글 《bloomin》이 커플링 곡으로 수록됐다.
4. ↑  중화인민공화국에서는 2022년 7월 27일에 발매됐다.
5. ↑  중화인민공화국에서는 2023년 4월 26일에 발매됐다.

#### 기타
1. 1 2 3 4  1집 《Fo(u)r YuU》 발매에 앞서 수록곡 4곡이 뮤직비디오와 함께 공개됐다.

### 시리즈 일람
1. ↑  시즌 1(2021년), 시즌 2(2022년), 시즌 3(2024년)

### 참조주
1. ↑  “7月11日よりNHK Eテレにて放送開始！ TVアニメ『ラブライブ！スーパースター!!』Liella!インタビュー放送を前に5人の今の心境は？　さらにTVアニメの見どころをお話しいただきました！”. 2021년 7월 3일. 2021년 9월 15일에 확인함.
2. ↑  Liyu0109 (2016년 9월 25일). “中国在住で、趣味は歌とコスプレ、日本語勉強中なんです！よろしくお願いします！…” (트윗). 2021년 9월 15일에 확인함.
3. 1 2  “Liyuu Artist Lantis web site”. 2023년 1월 14일에 확인함.
4. ↑  “【コスプレの女神Liyuu】上海出身、普通の女子大生がTwitterフォロワー40万人超えの人気コスプレイヤーになるまで” (일본어). 여자의 전직 type. 2020년 11월 16일에 확인함.
5. ↑  “Liyuu - TOWER RECORDS ONLINE”. 《TOWER RECORDS ONLINE》 (일본어). 2021년 8월 11일. 2021년 9월 15일에 확인함.
6. ↑  “Lantisレーベルよりデビュー決定！デビューシングルはTVアニメ「はてなイリュージョン」OP主題歌に決定！” (일본어). Liyuu 공식 사이트. 2019년 7월 29일. 2023년 6월 7일에 확인함.
7. ↑  “Liyuuオフィシャルファンクラブ「YuU Koi Days（ユウユウコイデイズ）」開設！” (일본어). Liyuu 공식 사이트. 2020년 10월 2일. 2023년 6월 7일에 확인함.
8. ↑  “Liyuu プロフィール”. CD Journal. 2021년 11월 1일에 확인함.
9. ↑  “スタッフ＆キャスト”. 《〈러브라이브! 슈퍼스타!!〉 공식 사이트》. 2022년 5월 12일에 확인함.
10. ↑  “MEMBER”. 《러브라이브! 스쿨 아이돌 페스티벌 2 MIRACLE LIVE! (스크페스 2)》. 2023년 1월 20일에 확인함.
11. ↑  『リバース:1999』公式Twitterアカウントより。
12. ↑  “Liyuuのはつらじ” (일본어). 2021년 9월 14일에 확인함.
13. ↑  “生配信＆ラジオ” (일본어). 프로젝트 러브 라이브!. 2021년 9월 15일에 확인함.
14. ↑  “西脇資哲 - セブン銀行 presents エバンジェリストスクール!” (일본어). 2023년 4월 10일에 확인함.
15. ↑  “Liyuuが好きなリユウ” (일본어). 2023년 10월 4일에 확인함.
16. ↑  “ドラマ「シュガードッグライフ」に賀集利樹・喜多乃愛・Liyuuが出演、ED曲はヤユヨ”. 《영화 나탈리》. ナターシャ. 2024년 7월 31일. 2024년 7월 31일에 확인함.
17. 1 2 3  “Liyuuの作品”. 《ORICON NEWS》. oricon ME. 2023년 9월 6일에 확인함.
18. ↑  “Liyuu 5thシングル「No Complete」をリリース！TVアニメ『この世界は不完全すぎる』オープニング主題歌に込めた想いを聞く”. 리스애니! (소니 뮤직 솔루션즈). 2024년 8월 30일. 2024년 10월 31일에 확인함.
19. ↑  “Liyuu、TVアニメ『歴史に残る悪女になるぞ』OPテーマ「バッドゥドゥドゥ」&冬にピッタリな「わがままとPコート」を収めたニューシングルリリースインタビュー”. 리스애니! (소니 뮤직 솔루션즈). 2024년 11월 25일. 2024년 11월 26일에 확인함.
20. ↑  “Blu-ray「Liyuu Concert TOUR2024「My Soaring Heart」～Tour Documentary～」発売決定!（※12月4日情報更新!）” (일본어). Liyuu 공식 사이트. 2024년 12월 4일. 2024년 12월 29일에 확인함.
21. ↑  “テレビ朝日「お願い!ランキング presents そだてれび」2月度エンディングテーマソングに「OPEN UP!」が決定!”. Liyuu 공식 사이트. 2023년 1월 31일. 2023년 5월 18일에 확인함.
22. ↑  “中国アニメ映画『兵馬俑の城』日本語吹き替え版主題歌担当決定!”. Liyuu 공식 사이트. 2023년 4월 26일. 2023년 5월 18일에 확인함.
23. ↑  “歌手・Liyuu、シングル「No Complete」8月28日発売決定！表題曲はTVアニメ『この世界は不完全すぎる』オープニング主題歌に決定！”. 리스애니!. 2024년 4월 30일. 2024년 5월 1일에 확인함.
24. ↑  “Liyuu、6thシングル「バッドゥドゥドゥ」11月20日発売！表題曲はTVアニメ『歴史に残る悪女になるぞ』OPテーマに決定！”. 리스애니! (소니 뮤직 솔루션즈). 2024년 9월 6일. 2024년 9월 7일에 확인함.
25. ↑  “Liyuu初の中国語EP「DreamLy」MV、配信情報!” (일본어). Liyuu 공식 사이트. 2024년 12월 18일. 2024년 12월 18일에 확인함.
26. ↑  “Liyuu初の中国語EP「DreamLy」予約販売スタート!” (일본어). Liyuu 공식 사이트. 2024년 12월 2일. 2025년 1월 13일에 확인함.
27. ↑  “Liyuu中国オリジナル曲「倔强游戏」MV公開！中国音楽配信サイトにて配信開始!” (일본어). Liyuu 공식 사이트. 2024년 6월 13일. 2024년 12월 17일에 확인함.
28. ↑  “Liyuuファーストメジャー写真集『鼓動』”. 《주간 영 점프 공식 사이트》. 슈에이샤. 2022년 5월 9일에 확인함.
29. ↑  “太陽の光”. 《주 프레그라자파!》. 슈에이샤. 2022년 2월 3일에 확인함.
30. ↑  “情人节礼物”. 《주 프레그라자파!》. 슈에이샤. 2022년 2월 3일에 확인함.
31. ↑  “いつまでも、ずっと。”. 《주 프레그라자파!》. 슈에이샤. 2022년 10월 17일. 2022년 10월 19일에 확인함.
32. ↑  “「【デジタル限定】Liyuu　デジタルPHOTOBOOK　arcana」 Liyuu[ボーンデジタル]”. KADOKAWA. 2022년 11월 15일에 확인함.
33. ↑  “恋って、どんな味ですか？”. 《주 프레그라자파!》. 슈에이샤. 2023년 2월 22일에 확인함.
34. ↑  “キミ咲く季節に。”. 《B.L.T. 디지털 화보집》. 도쿄 뉴스 통신사. 2023년 9월 20일에 확인함.
35. ↑  “記憶の欠片 -the piece of memories-”. 《주 프레그라자파!》. 슈에이샤. 2023년 10월 30일에 확인함.
36. ↑  “見つめて、恋して。”. 《주 프레그라자파!》. 슈에이샤. 2024년 11월 5일에 확인함.
37. ↑  “Liyuu VOICE VISTA magazine デジタル写真集”. 《VOICE VISTA magazine》. 고단샤. 2024년 11월 5일에 확인함.
38. ↑  “メモリアル・グラフィティ”. 《주 프레그라자파!》. 슈에이샤. 2024년 11월 5일에 확인함.